# Холонівська
Холонівська — проміжна залізнична станція Жмеринської дирекції Південно-Західної залізниці на лінії Старокостянтинів I — Варшиця між станціями Калинівка II (відстань 9 км) та Уладівка (відстань 12 км). Розташована в селі Іванів Калинівського району Вінницької області.

## Історія
Спочатку цією місцевістю пролягала вузькоколійна залізниця з Гайворона через Гайсин, Ситківці, Немирів, Турбів, Калинівку, Холонівську, Бердичів до Житомира. На станції існувало паровозне депо.
Станцію було відкрито 1900 року разом із завершенням будівництва вузькоколійної залізниці Бердичів — Калинівка. Приблизно у той же час побудували дільницю Холонівська — Семки.
Станцію прикрашає невеликий вокзал 1911 року побудови: це типова будівля 3-го класу, оздоблена фризами та рустикою. Праворуч від входу зберігся дзвін, який раніше сповіщав про прибуття та відправлення потягів. Зараз здається дивним, що вокзал розташований трохи віддалено від платформ, однак його будували для обслуговування вузькоколійної залізниці, а вона була набагато ближче до будівлі. Також неподалік чудово збереглися інші залізничні будівлі, у тому числі депо.
Назву станція отримала завдяки поміщику Холоневському, на чиїх землях була побудована. За однією з версій, він віддав ці землі безкоштовно, але за умови, що станцію назвуть на його честь.
1919 року на станції побував Лев Биковський — відомий український бібліограф, книгознавець, бібліотекознавець, геополітик, історик, журналіст та мемуарист. Неподалік від станції, у маєтку поміщика, зберігалося цінне зібрання книг, яке необхідно було врятувати. У ті часи у селі дислокувався гарнізон Української галицької армії, яка допомогла доправити книги на вокзал, а старшина знайшов чистий вагон, у якому ці книги й довезли до Кам'янця-Подільського.
1938 року, паралельно вузькоколійній залізниці, була побудована  ширококолійна залізниця з Калинівки до Старокостянтинова. Цей час був розквітом для станції та села, адже тоді вона була вузловою, включала і вузьку, і широку колію. На станції було навіть своє вузькоколійне депо.
Друга світова війна майже не зачепила станцію, але до 1970 року всі вузькоколійні дільниці були демонтовані, станція перестала бути вузловою.

## Пасажирське сполучення
На станції зупиняються:
- регіональний експрес Хмельницький — Вінниця (двічі на день);
- пасажирський поїзд Кам'янець-Подільський — Київ.

До 2018 року через станцію курсував нічний швидкий поїзд № 56/55 Хмельницький — Москва (через день). Нині курсує як група вагонів безпересадкового сполучення в складі потяга № 74/73 сполученням Львів — Москва.